# James Ayscough

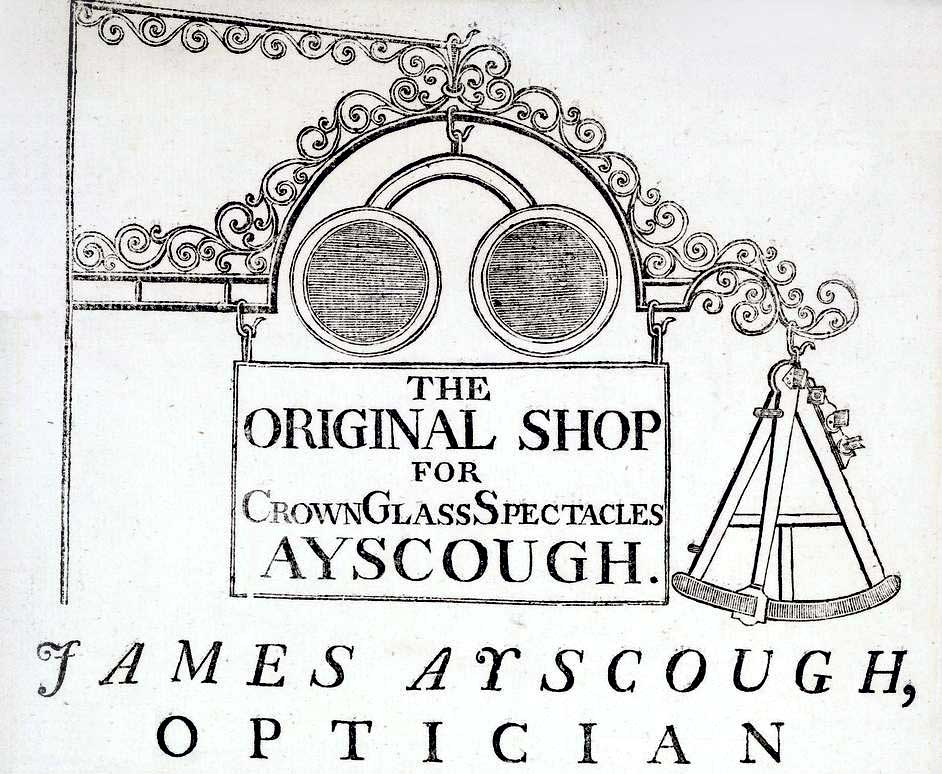
Firmenschild James Ayscough, London um 1750

James Ayscough (* um 1720; † 1759 oder um 1762) war Optiker, Fachhändler für optische Geräte und Hersteller von Mikroskopen in London, mit einem sehr breit gefächertem Angebot vor allem optischer Geräte, Instrumente und Brillen.
Das Angebot umfasste, nach seinen eigenen Angaben: Brillen, Mikroskope, Teleskope, Operngläser, Thermometer, Mathematical- und Philosophical Instruments, Globen, Landkarten, Camera Obscura und vieles mehr. James Ayscough wurde aber vor allem bekannt für seine Mikroskope und in der Neuzeit für den, für die Augenoptik historisch interessanten, Inhalt seines Buches und seine, der Nachwelt erhalten gebliebenen, Handelskarten (Trade Cards). Sein Ladenlokal „Great Golden Spectacles“ eröffnete er 1740 in der Ludgate Street 33 in London und ging dann von 1743 bis 1747 bei dem Optiker James Mann in die Lehre, mit dem er später bei der Herstellung von Mikroskopen zusammenarbeitete. Jener James Mann, der 10 Jahre zuvor in die Herstellung der ersten achromatischen Linsen eingebunden war (siehe George Bass).

## Doppelgelenk-Brille (horizontale Version) [1751]

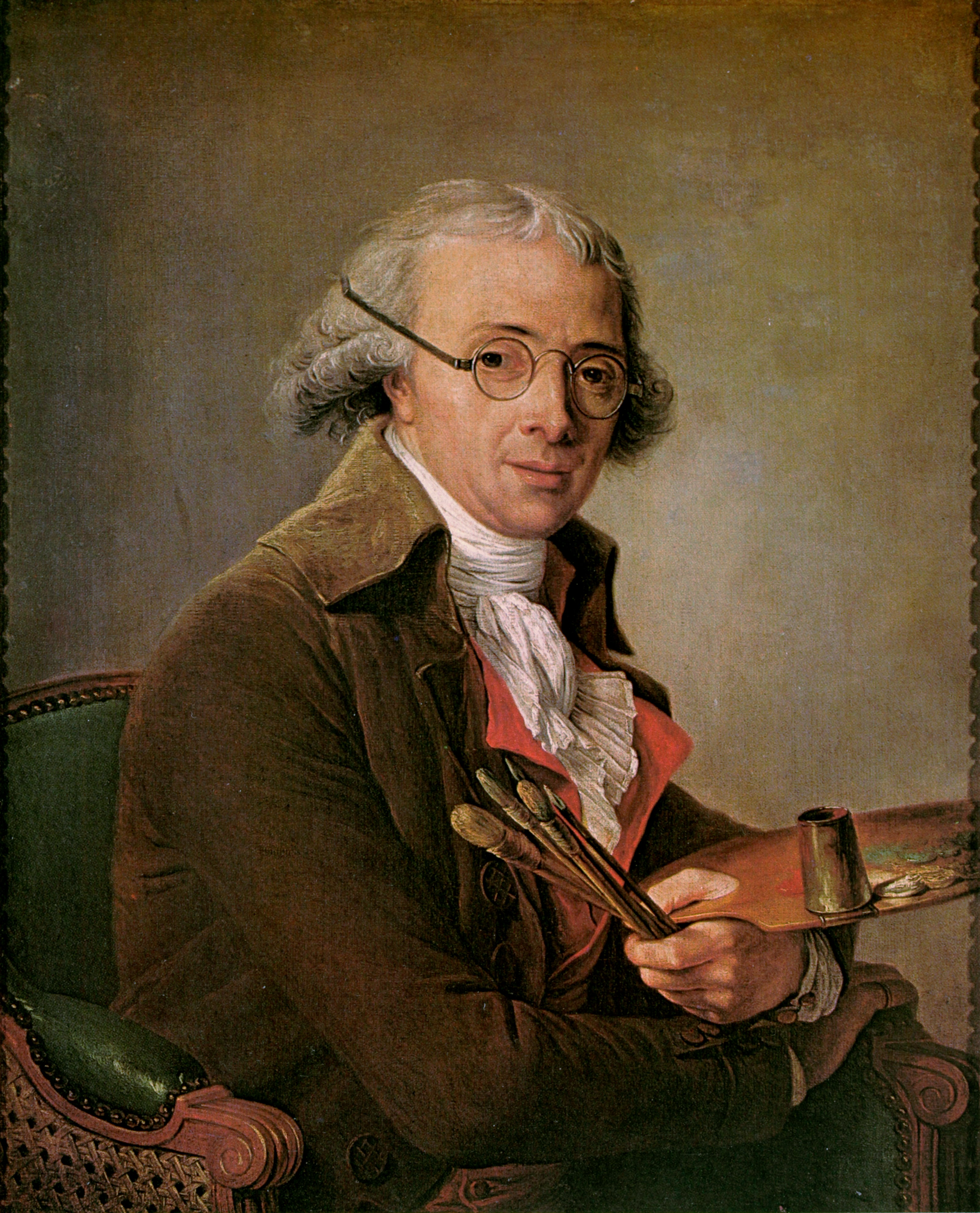
Beispiel einer Doppelscharnierbrille, zur Gattung der Ohrenbrillen gehörend

Erste Erwähnung einer Ohrenbrille: Ab 1751 bewarb James Ayscough, im Anhang seines bereits 1750 erschienenen Buches, die in seinem Laden erhältliche Doppelgelenk-Brille („doublejointed frames“). Dazu schrieb er (in deutscher Übersetzung):
„, die eine völlig neue Erfindung und eine überaus große Verbesserung ist, da sie alle Einwände beseitigen, die gegen die gewöhnlichen Klemmbrillen („spring-spectacles“) gemacht werden, da sie weder auf die Nase noch gegen die Schläfen drücken. Die Beschwerde gegen diese ist der Druck, den sie auf diesen Ort ausüben, der die Blutzirkulation durcheinander bringt und dadurch bei vielen Menschen heftige Kopfschmerzen verursacht.“
Ob James Ayscough diese damals neue Brillenart selbst erfunden hat, oder nur in seinem Ladengeschäft anbot, geht aus seinen Schriften nicht hervor. Obwohl es von ihm keine Abbildung dieser, von ihm als „doublejointed frames“ bezeichneten, Brillenfassung gibt und leider auch keine von ihm gemarkte Brille bekannt ist, handelt es sich, auch zeitlich passend, sicher um die ab da vorkommende Doppelgelenk-Brille. Die Doppelgelenk-Brille, auch Doppelscharnier-Brille oder Knick-Stangenbrille genannt, hatte in dieser ersten Variante horizontal doppelt angelenkte Bügelstangen und war durch jeweils zwei Scharniere einklappbar. Hier reichte erstmals der Bügel (ein Steckbügel) über das Ohr (oben aufliegend) und die Brille hatte ihren Halt am Hinterkopf (Krone). Diese Brille war die erste der Gattung Ohrenbrillen. Bei einer späteren Variante der Knick-Stangenbrille (um 1800) waren die hinteren Bügelstangen vertikal hinter das Ohr abklappbar.

## Instrumente

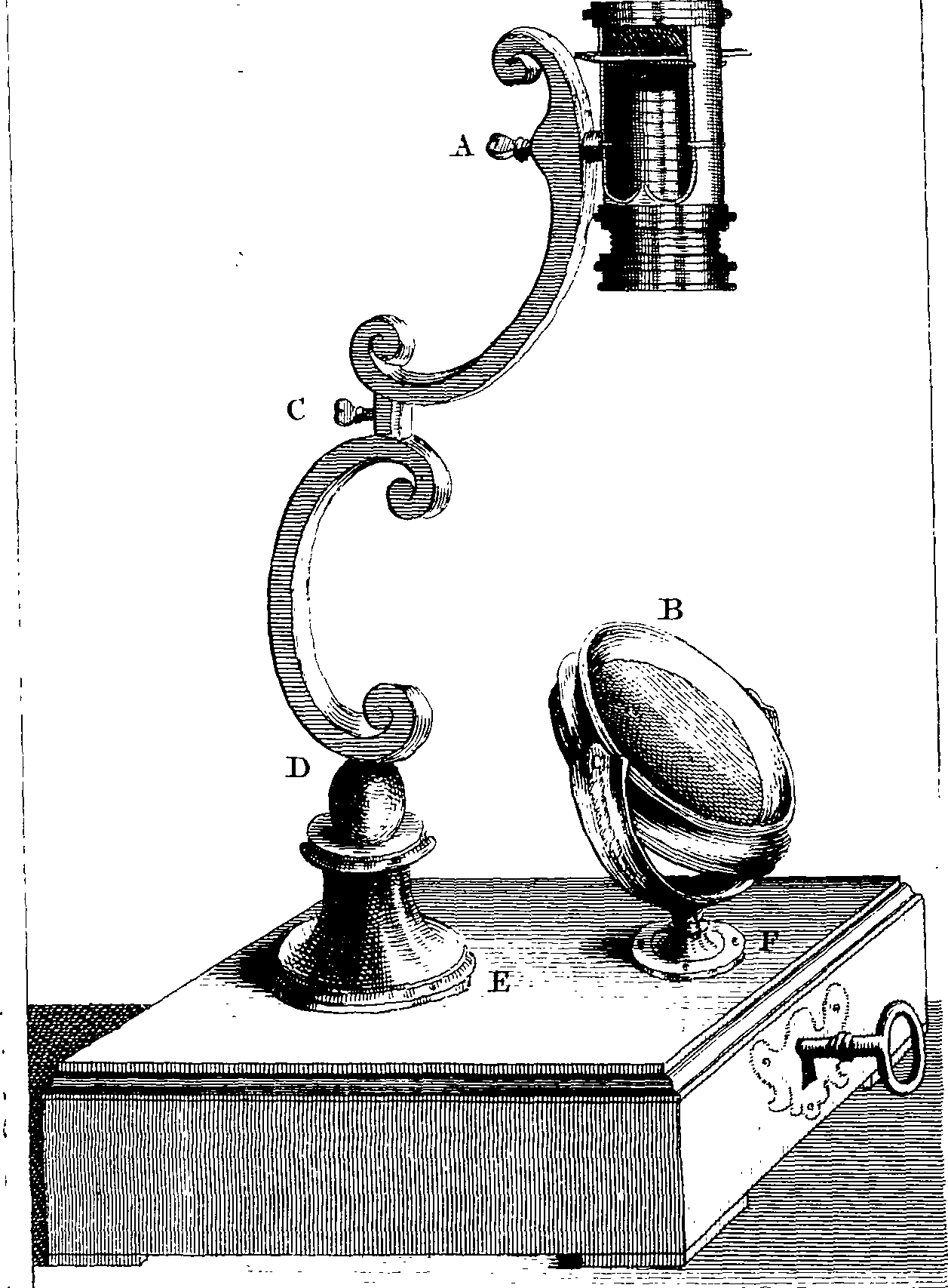
Taschenmikroskop, gefertigt von James Ayscough und James Mann

Ayscough stellte Instrumente her, die geschliffene Linsen erforderten, wie Teleskope, Mikroskope (im Besonderen pocket microscope, Ayscough's universal microscope, Chest-type microscope) und Operngläser, des Weiteren optische Instrumente zur Unterhaltung, wie Camera obscura und Laterna Magica. Die Techniken, die zum Schleifen feiner Linsen erforderlich waren, machten dies zu einem hochqualifizierten Beruf.

## Farbige Brillengläser
Er warb für blau bzw. grün gefärbte Brillengläser. Während Brillengläser mit leichter Tönung bereits vor dem 18. Jahrhundert in Italien bekannt waren und Ayscough getönte Gläser zur Behandlung einiger Sehprobleme empfahl, da weißes Glas ein für die Augen offensives nachteiliges Licht erzeugt, wird die Erwähnung dieser farbigen Gläser durch Ayscough gerne als Vorläufer der heutigen Sonnenbrille gewertet. Allerdings geht aus seiner Werbung und seinem Buch nicht hervor, wie dunkel diese Gläser waren und auch nicht, dass man sie als Sonnenschutz verwenden kann. Zwei Zitate aus seinem Buch, Seite 19 + 20 (in deutscher Übersetzung) lassen den Schluss zu, dass es sich tatsächlich um Filtergläser mit nur maximal 8–25 % Tönung für den täglichen Gebrauch handelte:
„Was die Farbe betrifft, so wurde festgestellt, dass das gewöhnliche weiße Glas ein unangenehm grelles Licht abgibt, das den Augen sehr schadet; und aus diesem Grund wurden grünes und blaues Glas empfohlen, obwohl sie jedes Objekt mit seinem eigenen Farbton erscheinen lassen; Aus diesen Gründen sind weiße Körper im allgemeinen und alle stark beleuchteten Objekte schmerzhafter anzusehen als Objekte, die mit diesen Farben gefärbt sind. Mit welcher Leichtigkeit und Freude betrachten wir den azurblauen Himmel im Morgengrauen oder die grünen Felder im Frühling als die mit Schnee bedeckte und von der Mittagssonne erleuchtete Erde?“
[...]
„Aufgrund dieser Überlegungen wurde ich vor einiger Zeit veranlasst, eine neue Art von Glas zu testen und es der Öffentlichkeit zu empfehlen, da es für die Zwecke von Brillen geeigneter ist als jede andere Art; diese Sorte ist härter, freier von Schlieren und, da es einen grünlichen Schimmer hat, entfernt es das grelle Licht, über das viel beim weißen Glas geklagt wird, und ist dennoch so transparent, dass es nicht den Einwänden unterliegt, die zu Recht gegen die dunkleren Farben erhoben werden.“

## Werke und Veröffentlichungen

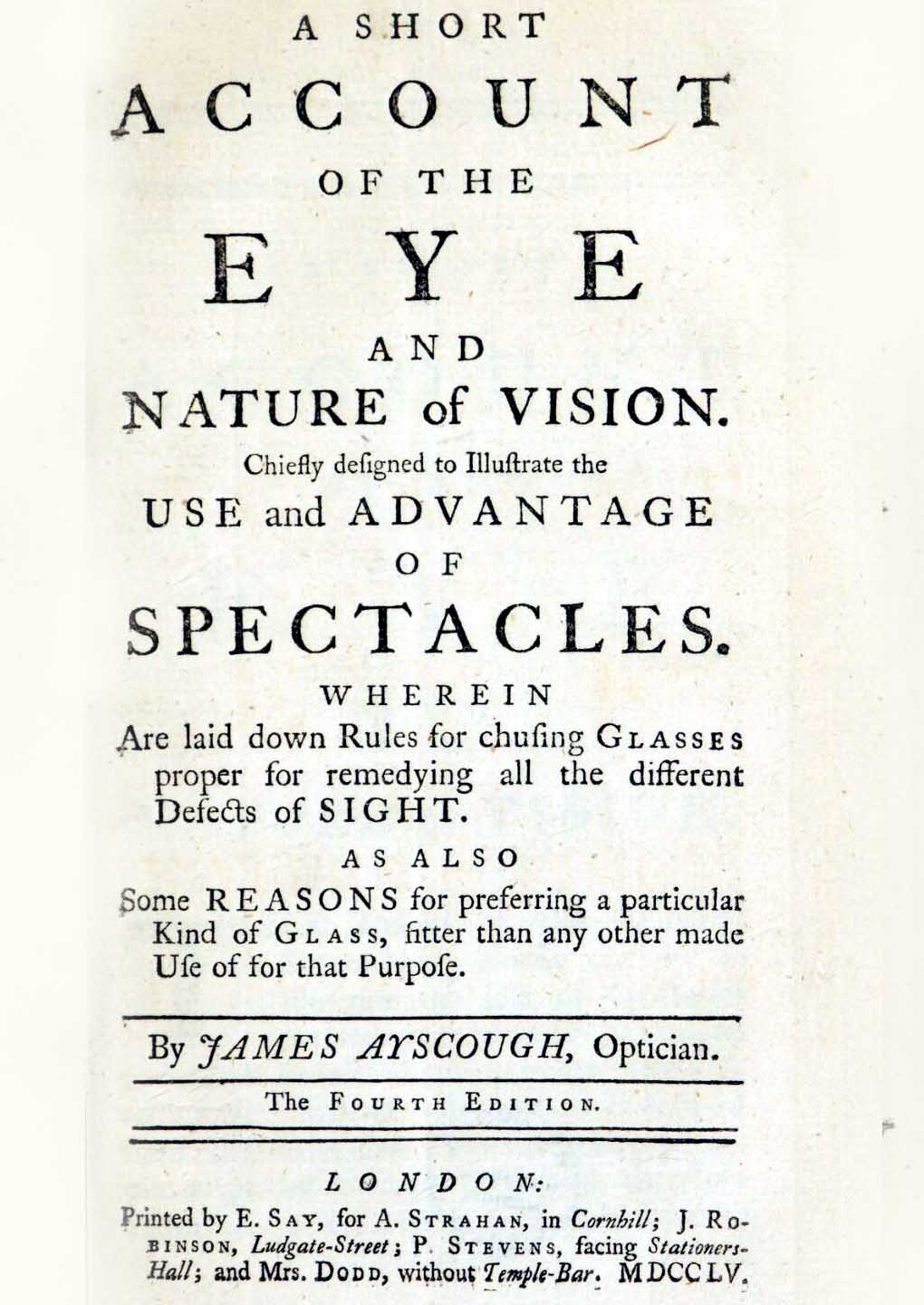

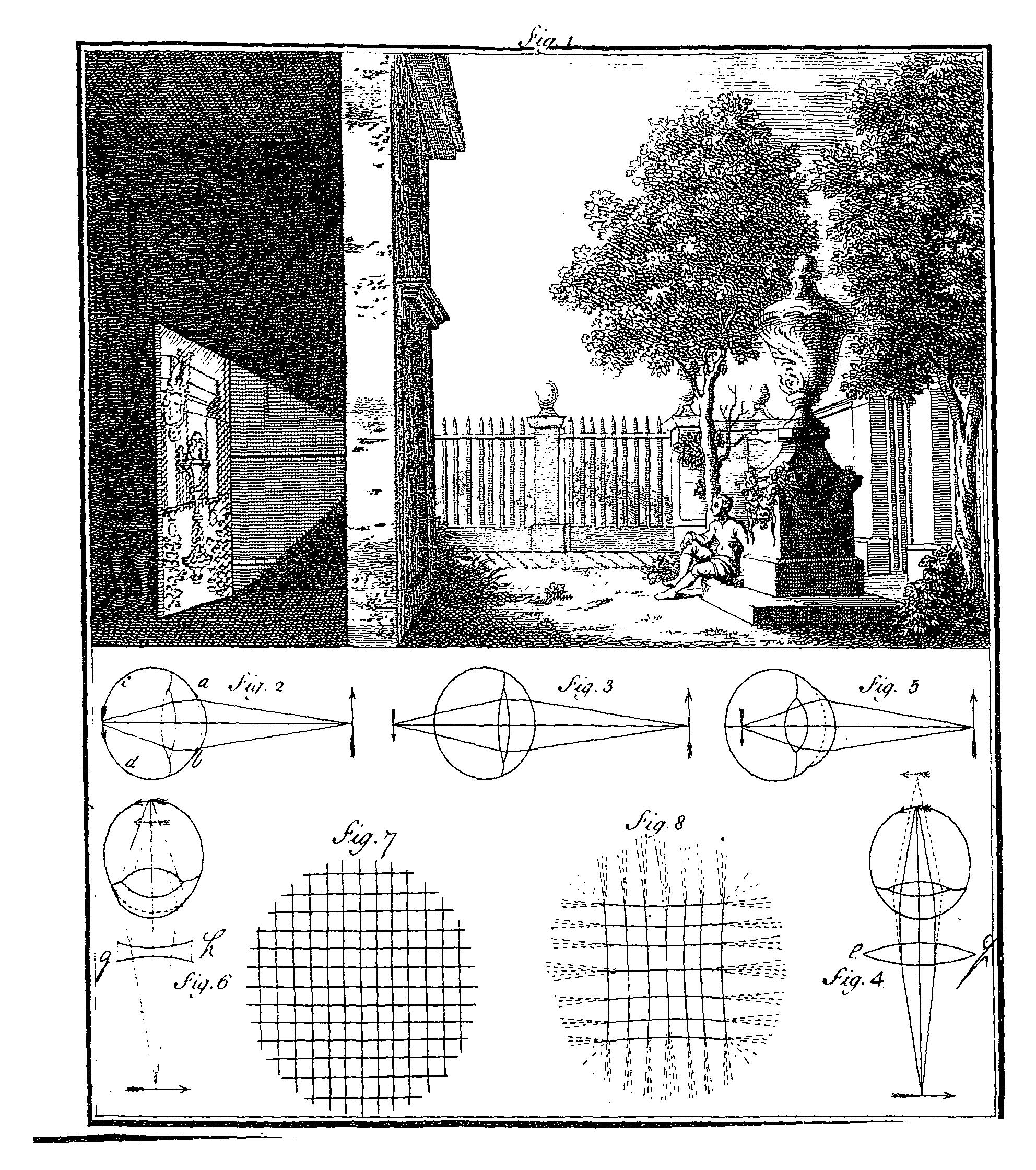
Zeichnungen aus „James Ayscough: A short account of the Eye and nature of vision“

- diverse James-Ayscough-Trade-Card's (Handelskarten, Werbeflyer) 1740 – 1759[3][4]
- James Ayscough: A Short Account Of The Nature And Use Of Spectacles: In Which Is Recommended A Kind Of Glass For Spectacles Preferable To Any Hitherto Made Use Of For That Purpose. 1. Auflage 1750, 16 Seiten plus 1 Werbeseite
- James Ayscough: A Short Account Of The Eye And Nature Of Vision: Chiefly Designed To Illustrate The Use And Advantage Of Spectacles. 2. Auflage 1752 (Erweiterung der Ausgabe von 1750), 3. Auflage 1754, 4. Auflage 1755, 26 nummerierte Seiten plus 2 Werbeseiten[5]

In seinem 30-seitigen Buch „A short account of the Eye and nature of vision“ beschreibt James Ayscough Gedanken zur Funktion und Verbesserung von Auge, Brillengläsern und deren Zusammenspiel. Aus heutiger Sicht ein historisch wichtiges Werk, da nicht nur einige Erfindungen und verwendete Materialien zeitlich einzuordnen sind, sondern auch manche damalige Meinung zum Thema Augenoptik. So zum Beispiel vertritt er auf Seite 12 die Meinung, Kurzsichtigkeit entsteht durch zu langes Sehen in die Nähe (z. B. Uhrmacher) und Weitsichtigkeit durch zu langes sehen in die Ferne (z. B. Ackerbauer). Ein großer Teil des Buches beschäftigt sich mit Brillengläser: „Concaves“ für kurzsichtige Personen, superfeine Kron-Gläser, aber auch Bergkristall, Brasil-Kiesel (Brazil Crystal Pebble) und farbiges Glas.
Das Buch enthält diverse Zeichnungen (siehe rechts), die den Umstand darstellen, dass bei der Camera obscura und auch beim Auge die abgebildeten Gegenstände auf dem Kopf stehen. Im Buch erklärt er mit Hilfe der Abbildungen [Fig.2 – Fig.6] die Arten der Fehlsichtigkeiten der Augen und die Wirkungsweise von Plus.- und Minusgläsern1. Des Weiteren ist die Randverzeichnung der zur Zeit von James Ayscough ausschließlich verfügbaren bikonkaven und bikonvexen Brillengläser mit zwei Gittern dargestellt (Ideal und Abbildung durch ein Brillenglas)2.
1 Da bei den Zeichnungen das Ding (Pfeil) im endlichen und nicht im unendlichen vor dem Auge dargestellt wurde, ist es aus wissenschaftlicher Sicht nicht korrekt, reichte aber offenbar um 1750 zur Veranschaulichung. Richtigerweise wären achsenparallel Strahlen, von der Pfeilspitze beginnend, gewesen.

2 Hier wurden allerdings die kissenförmige Verzeichnung [Pluslinse] und tonnenförmige Verzeichnung [Minuslinse] übereinander gelegt, was aber so in Kombination nicht vorkommt, aber den wahrgenommenen Seheindruck durch ein stärkeres Bi-Glas gut wiedergibt.